# Sky Krimi
Sky Krimi ist ein deutschsprachiger Fernsehsender der Sky Deutschland GmbH. Er ist in Deutschland und Österreich ausschließlich über die Pakete Sky Starter und Sky Entertainment (ehemals Sky Welt) des Bezahlfernseh-Anbieters empfangbar. In der Schweiz ist er zudem auch im Angebot von Teleclub verfügbar. Der Sender bedient das Genre Kriminalfilm.

## Geschichte

Sky Krimi Logo vom 16. Oktober 2011 – Mitte September 2015

Sky Krimi Logo bis 15. Oktober 2011

"Krimi&Co." startete am 28. Juli 1996 bei DF1 zusammen mit seinen Schwestersendern "Herz&Co." und "Comedy&Co." Im Mai 2002 wurde der Sender im Zuge eines Rebrandings aller Premiere-Kanäle in "Premiere Krimi" umbenannt. Seit der Umfirmierung von Premiere im Juli 2009 zu Sky ist der Sender unter seinem heutigen Namen bekannt und wurde vom Film-Paket zurück in das Basispaket "Sky Welt" verlegt.

## Programm
Unter anderem:
- 100 Code
- Der Alte
- Der letzte Zeuge
- Der Staatsanwalt
- Die Rosenheim-Cops
- Ein Fall für Zwei
- Ein starkes Team
- Kommissar Beck
- Notruf Hafenkante
- SOKO 5113
- Wilsberg

## Unterbrecherwerbung im laufenden Programm
Am 20. Januar 2016 wurde bekannt, dass Sky die bisher aktiv beworbene Werbefreiheit innerhalb von laufenden Sendungen aufgibt; so genannte Unterbrecherwerbung war bislang nur im werbefinanzierten Free TV üblich und galt als Abgrenzung zum Bezahlfernsehen. Erste Werbeunterbrechungen sowie Programmhinweise während des laufenden Programms werden seit Mitte Januar 2016 regelmäßig auf Sky Krimi ausgestrahlt; die Unterbrechungen können bis zu einer Minute dauern. In einer Pressemitteilung teilte der Sender mit, dass Werbeunterbrechungen künftig nur auf den beiden Sendern Sky Cinema HD und Sky Atlantic HD ausgeschlossen sind; für Sky sei die Einführung von Werbung zudem ein „Servicethema“ für Kunden. Der Hinweis auf werbefreies Fernsehen wurde mit der im Dezember 2015 eingeführten neuen Angebots- und Paketstruktur nach und nach aus der Sky-Eigenwerbung entfernt. Am 1. April 2021 wurde Unterbrecherwerbung auf allen Entertainment und Cinema Sendern komplett abgeschafft.